# Puchar Zdobywców Pucharów w piłce siatkowej (1982/1983)
Puchar Europy Zdobywców Pucharów siatkarzy 1982/1983 – 11. sezon Puchar Europy Zdobywców Pucharów rozgrywanego od 1972 roku, organizowanego przez Europejską Konfederację Piłki Siatkowej (CEV) w ramach europejskich pucharów dla męskich klubowych zespołów siatkarskich "starego kontynentu".

## Drużyny uczestniczące
| Państwo         | Drużyna                |
| --------------- | ---------------------- |
| Austria         | Club A. Tyrolia Wiedeń |
| Belgia          | Kruikenburg Ternat     |
| Cypr            | APOEL Nikozja          |
| Dania           | Holte IF               |
| Francja         | Asnières Paryż         |
| Grecja          | Aris Saloniki          |
| Hiszpania       | Real Madryt            |
| Holandia        | Interlance Zaandam     |
| Izrael          | Hapoel Halogen         |
| Jugosławia      | Vojvodina Nowy Sad     |
| Luksemburg      | CAL/Clausen            |
| Norwegia        | Hellerasten VBK        |
| Portugalia      | ES Ginásio             |
| RFN             | TV Pasawa              |
| Szwajcaria      | UNI Lozanna            |
| Turcja          | Gunay Sanay Adana      |
| Węgry           | SC Kecskeméti          |
| Wielka Brytania | Arogona                |
| Włochy          | Kappa Turyn            |
| ZSRR            | Avtomobilist Leningrad |

## Runda wstępna
| Data | Drużyna 1              | Wynik | Drużyna 2              | Sety |
| ---- | ---------------------- | ----- | ---------------------- | ---- |
|      | Club A. Tyrolia Wiedeń | 3:0   | Hapoel Halogen         |      |
|      | Hapoel Halogen         | 0:3   | Club A. Tyrolia Wiedeń |      |
|      |                        |       |                        |      |
|      | Holte IF               | 3:0   | Hellerasten VBK        |      |
|      | Hellerasten VBK        | 2:3   | Holte IF               |      |
|      |                        |       |                        |      |
|      | ES Ginásio             | 3:0   | APOEL Nikozja          |      |
|      | APOEL Nikozja          | 0:3   | ES Ginásio             |      |
|      |                        |       |                        |      |
|      | Gunay Sanay Adana      | 3:0   | CAL/Clausen            |      |
|      | CAL/Clausen            | 0:3   | Gunay Sanay Adana      |      |

## 1/8 finału
| Data | Drużyna 1              | Wynik | Drużyna 2              | Sety |
| ---- | ---------------------- | ----- | ---------------------- | ---- |
|      | Avtomobilist Leningrad | 3:0   | Interlance Zaandam     |      |
|      | Interlance Zaandam     | 1:3   | Avtomobilist Leningrad |      |
|      |                        |       |                        |      |
|      | Asnières Paryż         | 3:0   | Real Madryt            |      |
|      | Real Madryt            | 3:1   | Asnières Paryż         |      |
|      |                        |       |                        |      |
|      | TV Pasawa              | 1:3   | Kappa Turyn            |      |
|      | Kappa Turyn            | 3:0   | TV Pasawa              |      |
|      |                        |       |                        |      |
|      | Club A. Tyrolia Wiedeń | 3:0   | Holte IF               |      |
|      | Holte IF               | 3:0   | Club A. Tyrolia Wiedeń |      |
|      |                        |       |                        |      |
|      | Kruikenburg Ternat     | 2:3   | Vojvodina Nowy Sad     |      |
|      | Vojvodina Nowy Sad     | 3:2   | Kruikenburg Ternat     |      |
|      |                        |       |                        |      |
|      | ES Ginásio             | 3:0   | Arogona                |      |
|      | Arogona                | 0:3   | ES Ginásio             |      |
|      |                        |       |                        |      |
|      | Gunay Sanay Adana      | 3:0   | SC Kecskeméti          |      |
|      | SC Kecskeméti          | 3:0   | Gunay Sanay Adana      |      |
|      |                        |       |                        |      |
|      | UNI Lozanna            | 3:0   | Aris Saloniki          |      |
|      | Aris Saloniki          | 0:3   | UNI Lozanna            |      |

## Ćwierćfinały
| Data | Drużyna 1              | Wynik | Drużyna 2              | Sety                       |
| ---- | ---------------------- | ----- | ---------------------- | -------------------------- |
|      | Avtomobilist Leningrad | 3:0   | Asnières Paryż         | 15:5, 15:5, 15:9           |
|      | Asnières Paryż         | 1:3   | Avtomobilist Leningrad | 8:15, 15:11, 6:15, 10:15   |
|      |                        |       |                        |                            |
|      | Club A. Tyrolia Wiedeń | 1:3   | Kappa Turyn            | 15:8, 14:16, 8:15, 2:15    |
|      | Kappa Turyn            | 3:0   | Club A. Tyrolia Wiedeń | 15:11, 15:11, 15:8         |
|      |                        |       |                        |                            |
|      | Vojvodina Nowy Sad     | 3:0   | ES Ginásio             | 15:1, 15:2, 15:1           |
|      | ES Ginásio             | 0:3   | Vojvodina Nowy Sad     | 12:15, 12:15, 5:15         |
|      |                        |       |                        |                            |
|      | UNI Lozanna            | 1:3   | Gunay Sanay Adana      | 12:15, 11:15, 15:13, 15:17 |
|      | Gunay Sanay Adana      | 3:0   | UNI Lozanna            | 15:9, 15:4, 15:12          |

## Turniej finałowy
Schaan
Wyniki
| Data  | Drużyna 1              | Wynik | Drużyna 2          | Sety                    |
| ----- | ---------------------- | ----- | ------------------ | ----------------------- |
| 18.02 | Avtomobilist Leningrad | 3:0   | Gunay Sanay Adana  | 15:11, 15:2, 15:9       |
| 18.02 | Kappa Turyn            | 3:0   | Vojvodina Nowy Sad | 15:4, 16:14, 15:7       |
|       |                        |       |                    |                         |
| 19.02 | Kappa Turyn            | 3:0   | Gunay Sanay Adana  | 15:4, 15:7, 15:0        |
| 19.02 | Avtomobilist Leningrad | 3:0   | Vojvodina Nowy Sad | 15:4, 15:7, 18:16       |
|       |                        |       |                    |                         |
| 20.02 | Vojvodina Nowy Sad     | 3:1   | Gunay Sanay Adana  | 9:15, 15:1, 15:10, 15:6 |
| 20.02 | Avtomobilist Leningrad | 3:1   | Kappa Turyn        | 15:4, 15:9, 8:15, 15:6  |

Tabela
| Lp. | Drużyna                | Pkt | Mecze | Mecze | Mecze | Sety | Sety | Sety  |
| Lp. | Drużyna                | Pkt | M     | W     | P     | wyg. | prz. | ratio |
| --- | ---------------------- | --- | ----- | ----- | ----- | ---- | ---- | ----- |
| 1   | Avtomobilist Leningrad | 6   | 3     | 3     | 0     | 9    | 1    | 9.000 |
| 2   | Kappa Turyn            | 5   | 3     | 2     | 1     | 7    | 3    | 2.333 |
| 3   | Vojvodina Nowy Sad     | 4   | 3     | 1     | 2     | 3    | 7    | 0.429 |
| 4   | Gunay Sanay Adana      | 3   | 3     | 0     | 3     | 1    | 9    | 0.111 |

Źródło: 
Zasady ustalania kolejności: 1. liczba zdobytych punktów; 2. wyższy stosunek setów; 3. wyższy stosunek małych punktów.
Punktacja: zwycięstwo – 2 pkt; porażka – 1 pkt

## Klasyfikacja końcowa
| Miejsce | Drużyna                |
| ------- | ---------------------- |
| złoto   | Avtomobilist Leningrad |
| srebro  | Kappa Turyn            |
| brąz    | Vojvodina Nowy Sad     |
| 4.      | Gunay Sanay Adana      |